# 艾爾文·戴維斯
艾爾文·葛倫·戴維斯（英語：Alvin Glenn Davis，1960年9月9日—），綽號「水手先生」，為前美國職棒大聯盟的一壘手與指定打擊，他生涯曾效力於水手、天使與日職的大阪近鐵野牛等隊。他在1984年拿下美聯新人王。

## 職業生涯

### 西雅圖水手
1978年美國職棒大聯盟選秀，戴維斯在第八輪被巨人選走，但他決定就讀大學。後來他在1981年美國職棒大聯盟選秀第六輪被運動家選走，不過他還是決定繼續攻讀金融系。
1982年美國職棒大聯盟選秀，戴維斯在第六輪被水手選走。他從2A出發，並在隔年升上3A。
1984年，戴維斯登上大聯盟。他在大聯盟生涯前兩場比賽都開轟，第一週就繳出3成70的打擊率。他生涯前47場比賽都順利上壘，這也讓他順利在菜鳥年就入選明星賽。該年他繳出2成84的打擊率，並敲出27轟與116分打點，最終他順利獲得新人王。1987年，他敲出生涯新高的單季29轟。1989年，他繳出生涯新高的單季3成05打擊率，OPS更是高達.920。
1990年，隨著Pete O'Brien的加入，戴維斯逐漸轉往指定打擊發展。後來球隊拉上新人提諾·馬丁尼茲後，戴維斯便不在球隊的未來藍圖內。

### 加州天使
1992年2月14日，戴維斯與天使簽下一年80萬美元的合約。但他僅繳出2成50的打擊率，打回16分打點。他在6月底遭到釋出，隨後他跨海加盟日職的大阪近鐵野牛。他在日職繳出2成75的打擊率，並敲出5轟與12分打點。

## 個人生活
戴維斯育有三名子女，後來他在住家附近的教堂當了9年志工，又在馬丁路德金恩高中當了10年的棒球隊教練。1997年，他入選水手隊名人堂。2012年，他加入水手團隊，在小聯盟擔任指導員。
他的姪女Candice LeRae是一名職業摔角手。

## 生涯成績
| 出賽次數 | 打席 | 打數 | 得分 | 安打 | 二安 | 三安 | 全壘打 | 打點 | 盜壘 | 保送 | 三振 | 打擊率 | 上壘率 | 長打率 | OPS  |
| -------- | ---- | ---- | ---- | ---- | ---- | ---- | ------ | ---- | ---- | ---- | ---- | ------ | ------ | ------ | ---- |
| 1206     | 5010 | 4240 | 568  | 1189 | 220  | 10   | 160    | 683  | 7    | 685  | 558  | .280   | .380   | .450   | .830 |

## 外部連結
- 球員資訊和成績在MLB，ESPN ，Retrosheet ，Baseball Reference ，Fangraphs ，The Baseball Cube （英文）
- 艾爾文·戴維斯在台灣棒球維基館上的頁面（繁體中文）